# Раймундо, Хосе Мария
Хосе Мария Раймундо Кокс (исп. José María Raymundo Cox; род. 1 сентября 1993, Санта-Крус-Дель-Киче) — гватемальский легкоатлет, специалист по спортивной ходьбе. Выступает на профессиональном уровне с 2014 года, победитель и призёр ряда крупных международных стартов, участник летних Олимпийских игр в Рио-де-Жанейро.

## Биография
Хосе Мария Раймундо родился 1 сентября 1993 года в городе Санта-Крус-дель-Киче департамента Эль-Киче, Гватемала.
Первого серьёзного успеха на международном уровне добился в сезоне 2014 года, когда вошёл в состав гватемальской сборной и в ходьбе на 20 000 метров одержал победу на чемпионате Центральной Америки в Тегусигальпе.
В 2015 году в ходьбе на 20 км стал девятым на Панамериканских играх в Торонто, занял 48-е место на чемпионате мира в Пекине.
Выполнив олимпийский квалификационный норматив (1:24:00), в 2016 году удостоился права защищать честь страны на летних Олимпийских играх в Рио-де-Жанейро — в программе ходьбы на 20 км показал время 1:29:07, расположившись в итоговом протоколе соревнований на 56-й строке.
В 2017 году в дисциплине 20 км показал 52-й результат на чемпионате мира в Лондоне, выиграл серебряную медаль на Центральноамериканских играх в Манагуа.
В 2018 году в ходьбе на 50 км финишировал пятым на Центральноамериканских и Карибских играх в Барранкилье.
В 2019 году на международном старте в испанской Ла-Корунье установил свой личный рекорд в дисциплине 20 км — 1:21:14. Стартовал на Панамериканских играх в Лиме и на чемпионате мира в Дохе — в обоих случаях сошёл с дистанции, не показав никакого результата.
В 2023 году в ходьбе на 35 км был седьмым на Панамериканском кубке в Манагуа.
В 2024 году в 20-километровой ходьбе пришёл к финишу седьмым на чемпионате Центральной Америки в Сан-Херонимо.